# Парекулы
Парекулы (лат. Parequula) — род лучепёрых рыб семейства мохарровых (Gerreidae). Максимальная длина тела представителей разных видов варьирует от 8,1 до 22 см. Распространены в прибрежных водах южной Австралии.

## Описание
Тело немного удлинённое, высокое, сжато с боков, покрыто легко опадающей чешуёй. Рот выдвижной. На челюстях зубы мелкие, заострённые, нет зубов на нёбе, сошнике и языке. Край предкрышки зазубренный. Нет шипов на жаберной крышке. Основания спинного и анального плавников с низким чешуйным чехлом. В спинном плавнике 9 колючих и 15—18 мягких лучей. Передние колючие лучи короче последующих. Мягкие лучи в передней части низкие, постепенно их высота возрастает к центру мягкой части плавника. В анальном плавнике 3 жёстких и 14—18 мягких лучей. Шесть лучей жаберной перепонки. Боковая линия полная.
Два близкородственных вида различаются формой тела и головы, количеством лучей в плавниках, количеством чешуй в боковой линии и окраской плавников.

## Биология
Морские придонные рыбы. Обитают в прибрежном мелководье над песчаными и илистыми грунтами.

## Классификация
В состав рода включают 2 вида:
- Parequula elongata Iwatsuki, Pogonoski & Last, 2012[4]
- Parequula melbournensis  (Castelnau, 1872) — Мельбурнская парекула